# Euskal Herriaren Alde
Euskal Herriaren Alde (A favor de Euskal Herria, en euskera) fue una candidatura francesa de ideología abertzale formada para las elecciones al Parlamento Europeo de 2009 en la circunscripción Sur-Oeste (Aquitania, Languedoc-Rosellón, Mediodía-Pirineos). La candidatura fue promovida por el entorno de Batasuna. Su cabeza de lista fue Ixabel Etxeberria, concejal de Urrugne y miembro de Udalbiltza.
Con motivo del proceso abierto para tratar de anular la candidatura de Iniciativa Internacionalista, Batasuna declaró que sus intenciones iniciales habían sido las de presentar, bajo el nombre Euskal Herriaren Alde, una misma candidatura en Francia y en España, soberanista y de izquierdas. Sin embargo, constató que sólo había sido posible hacerlo en Francia, acusando al resto de fuerzas independentistas en España (el resto de fuerzas políticas llamadas a participar en dicho proyecto) de haberlo impedido al haber antepuesto sus propios intereses partidistas. Euskal Herriaren Alde recibió el apoyo, entre otros, de Mirentxu Laco, cabeza de lista de la candidatura de la izquierda abertzale en Francia, Herritarren Zerrenda, en las anteriores elecciones europeas.
Euskal Herriaren Alde obtuvo 5.639 votos en el departamento de Pirineos Atlánticos (2,70% en dicho departamento), y 132 más en el resto de la circunscripción Sur-Oeste, lo que no le dio derecho a ningún escaño.